# Illyefalvi I. Lajos
Illyefalvi I. Lajos (teljes nevén Illyefalvi Imre Lajos, 1907-ig Janisch Imre Lajos) (Lajtafalu, 1881. március 9. – Budapest, 1944. április 10.) statisztikus, m. kir. kormány-főtanácsos, egyetemi c. rendkívüli tanár, árellenőrzés országos kormánybiztosa, a Székesfőváros Statisztikai Hivatalának az igazgatója. A városszociológiai adatfelvétel és adatfeldolgozás módszertanának korszerűsítője volt. 1936-tól a Magyar Tudományos Akadémia levelező tagja.

## Élete
Apja idősebb Janisch Lajos (1849–1933), posta-főtiszt, anyja Griess Etelka (1857–1905). 1907-ben szerezte meg bölcsészdoktori oklevelét a Budapesti Tudományegyetemen. A következő évben, 1908-ban Budapest Székesfőváros Statisztikai Hivatalának tisztviselője lett. 1911-től fogalmazói, 1918-tól segédtitkári, 1924-től aligazgatói minőségben tevékenykedett az intézményben, melynek munkáját 1926–1943 között igazgatóként irányította. Ezzel párhuzamosan 1933-tól a szegedi Ferenc József Tudományegyetemen a közigazgatási statisztika meghívott előadója, 1937–1939 között címzetes nyilvános rendkívüli tanára volt. 1940–1942-ben az árellenőrzés országos kormánybiztosa volt, feladata az ármegállapítási, áremelési és forgalmiadó-felszámítási irányelvek kidolgozása és betartatása volt.

## Házassága
1918. október 28-án Budapesten, feleségül vette a római katolikus pesti polgári Prückler családból való Prückler Ilona Mária Magdolna  "Ilka" (*Budapest, 1881. augusztus 25.–†Budapest, 1966. július 22.), akinek a szülei Prückler László (1847–1929) pesti pezsgőgyáros és Oberhauser Ilka (1856–1883). A menyasszonynak az apai nagyszülei Prückler Ignác (1809–1876), pezsgőgyáros, a Prückler Ignácz Magyarország első rum-, likőr- és pezsgőgyára társtulajdonosa, a magyar kereskedelmi bank, az osztrák nemzeti bank, az első hazai takarékpénztár és az első magyar általános biztosító társulat igazgató tanácsosa, és Wagner Lujza (1815–1883) voltak. Illyefalvi Lajosné Prückler Ilona leánytestvérei: Prückler Margit, akinek a férje ifjabb Kienast Ferenc (1879–1953), hegymászó, budapesti kereskedő, svájci főkonzul Magyarországon, valamint Prückler Lujza (1879–1917), akinek a férje noszlopi Noszlopy Aladár (1875–1958), fővárosi adóhivatali főtanácsos, székesfővárosi főjegyző, máltai lovag.
Fiumei úti sírkertben lévő sírját (34-14-23) a Nemzeti Emlékhely és Kegyeleti Bizottság védetté nyilvánította (2001-ben).

## Munkássága
Statisztikai munkássága főként a városi népességgel kapcsolatos gazdasági, társadalmi, oktatásügyi adatfelvételezés és -feldolgozás módszertanára irányult. Behatóan tanulmányozta az egyes társadalmi és foglalkozási csoportok, valamint úttörő módon a gyermekek és a nők szociális és demográfiai mutatóit. Mindemellett jelentős szerepet játszott Budapest korszerű statisztikai műhelyének kiépítésében is. 1926-tól szerkesztette a Városi Szemle című városszociológiai folyóiratot, 1927-ben pedig több sorozatot, periodikát indított útjára és szerkesztett egészen haláláig: Statisztikai Közlemények, Budapest Székesfőváros Közigazgatási és Statisztikai Évkönyve, Budapest Főváros Statisztikai Havi Füzetei (ez utóbbit 1943-ig szerkesztette). 1939–1943 között a Statisztikai Értesítő szerkesztője volt.
Tudományos eredményei elismeréseképpen 1936-ban a Magyar Tudományos Akadémia levelező tagjává választották. 1929-től tagja volt a hágai Nemzetközi Statisztikai Intézetnek (International Statistical Institute, ISI), amelynek nagyvárosi statisztikai bizottságában állandó előadóként tevékenykedett 1934 után. 1937-től a Magyar Statisztikai Társaság alelnöki tisztét töltötte be. Részt vett a szabadkőműves-mozgalomban, 1917-től az Eötvös-páholy tagja volt.

## Főbb művei
- Lengyelországnak elzálogosított XIII szepesi város története, Makó, 1907
- A főváros közoktatási ügye, Budapest, 1912
- A főváros népessége, Budapest, 1927
- Budapest épület- és lakásviszonyai az 1920–25 években, Budapest, 1927
- A munkások szociális és gazdasági viszonyai Budapesten, Budapest, 1930
- A kenyérkereső nő Budapesten, Budapest, 1930
- Tíz év Budapest főváros életéből a világháború után, Budapest, 1930
- Budapest székesfőváros napjainkban és a világháború előtt, Budapest, 1932
- A hatvanéves főváros, Budapest, 1933
- A székesfőváros közigazgatási alkalmazottai, Budapest, 1934
- A székesfőváros múltja és jelene grafikus ábrázolásban, Budapest, 1934
- A választási névjegyzékek körüli munkálatok racionalizálása, Budapest, 1934
- A főváros polgári népességének szociális és gazdasági viszonyai, Budapest, 1935
- A gyermek Budapesten, Budapest, 1935
- A közoktatásügy Budapesten a világháborút megelőző években, Budapest, 1935
- Budapest székesfőváros áruforgalma, Budapest, 1937
- Az ügyvédek, orvosok és mérnökök szociális és gazdasági viszonyai Budapesten, Budapest, 1939
- A székesfőváros jelentősége hazánk anyagi és szellemi művelődésében, Budapest, 1940
- Csonka hazánk városai a statisztika tükrében, I–II. köt., Budapest, 1940–1944